# Samir Bertin D´Avesnes
Samir Bertin D´Avesnes (Moroni, 15 de abril de 1986) é um futebolista comorense que atua como atacante.

## Carreira
Bertin D´Avesnes jogou de 2002 a 2008 no Bastia (pelo time B, atuou entre 2002 e 2006), passando também por Croix de Savoie Gaillard, Beauvais, FC Aregno-Calvi e US Roye-Noyon.
Desde 2016, atua no AS Pays Mellois, equipe amadora que disputa a Divisão de Honra da Picardia, uma das ligas regionais que correspondem ao sexto escalão do sistema de ligas do futebol francês.

## Seleções Francesa e Comorense
Com passagem pelas equipes Sub-17 e 18 da França, o atacante optou em defender a Seleção Comorense em 2011. Pelos Celacantos, foram apenas 2 jogos disputados.